# 비토리누 안투느스
비토리누 가브리엘 파셰쿠 안투느스(포르투갈어: Vitorino Gabriel Pacheco Antunes, 1987년 4월 1일 ~ )은 포르투갈의 축구 선수로, 프리메이라리가의 클럽 파수스드페헤이라에서 풀백로 뛰고 있다.

## 경력
안투느스는 2006-2007 시즌에 포르투갈 2부리그 클럽인 SC 프레아문드에서 FC 파수스드페헤이라로 자유계약으로 입단하였다. 안투니스는 세트피스 상황에 왼발을 좋게 이용하였다.
뛰어난 활약을 펼친 결과, 유벤투스 FC, 데포르티보 라 코루냐, SL 벤피카, FC 포르투, 아틀레티코 마드리드, 애스턴 빌라 FC, AJ 오세르 등의 클럽에게 관심을 받다가, 2007-2008 여름 이적시장이 끝나기 2일전, AS 로마로 영구 이적 옵션이 달려있는 임대 이적을 하게 되었다.
2007-08 맨체스터 유나이티드 FC와 유럽 챔피언스리그 조별 경기 6번째 경기에 출전하였다.
2008년 AS 로마로 완전 이적하였고, US 레체로 임대 이적하였다가 2009년 복귀하였다.
2010년 이번에는 포르투갈의 레이숑이스 SC로 임대되었다.